# Ligne de Kontiomäki à Ämmänsaari
La ligne de Kontiomäki à Ämmänsaari (finnois : Kontiomäki–Ämmänsaari-rata), dite aussi ligne d'Ämmänsaari (finnois : Ämmänsaaren rata), est une ligne de chemin de fer, du réseau de chemin de fer finlandais, qui relie la gare de Kontiomäki à la gare d'Ämmänsaari.